# Velvyslanci Evropské unie
Toto je seznam velvyslanců Evropské unie v zemích a při mezinárodních organizacích.

## Současní velvyslanci
| Hostitelská země  | Město ambasády  | Velvyslanec               | Rok výběru |
| ----------------- | --------------- | ------------------------- | ---------- |
| Afghánistán       | Kábul           | Vygaudas Ušackas          | 2010       |
| Albánie           | Tirana          | Ettore Sequi              | 2010       |
| Alžírsko          | Alžír           | Marek Skolil              | 2012       |
| Angola            | Luanda          | Javier Puyol Pinuela      | 2010       |
| Argentina         | Buenos Aires    | Alfonso Díez Torres       | 2010       |
| Austrálie         | Canberra        | Michael Pulch             | 2017       |
| Bangladéš         | Dhaka           | William Hanna             | 2010       |
| Botswana          | Gaborone        | Gerard McGovern           | 2010       |
| Burundi           | Bujumbura       | Stephane De Loecker       | 2010       |
| Čad               | N'Djamena       | Helene Cave               | 2010       |
| Čína              | Beijing         | Markus Ederer             | 2010       |
| Filipíny          | Manila          | Guy Ledoux                | 2010       |
| Gabon             | Libreville      | Cristina Martins Barreira | 2010       |
| Guyana            | Georgetown      | Robert Kopecký            | 2011       |
| Gruzie            | Tbilisi         | Philip Dimitrov           | 2010       |
| Guinea-Bissau     | Bissau          | Joaquin Gonzalez-Ducay    | 2010       |
| Haiti             | Port-au-Prince  | Lut Fabert-Goossens       | 2010       |
| Irák              | Bagdád          | Jana Hybášková            | 2011       |
| Japonsko          | Tokio           | Hans Dietmar Schweisgut   | 2010       |
| Jordánsko         | Amman           | Joanna Wronecka           | 2010       |
| Jižní Afrika      | Pretoria        | Roeland van de Geer       | 2010       |
| Jižní Korea       | Seoul           | Tomasz Kozlowski          | 2010       |
| Kanada            | Ottawa          | Matthias Brinkmann        | 2009       |
| Libanon           | Beirut          | Angelina Eichhorst        | 2010       |
| Makedonie         | Skopje          | Peter Sørensen            | 2010       |
| Mosambik          | Maputo          | Paul Malin                | 2010       |
| Namibie           | Windhoek        | Raúl Fuentes Milani       | 2010       |
| Pákistán          | Islamabad       | Lars-Gunnar Wigemark      | 2010       |
| Papua Nová Guinea | Port Moresby    | Martin Dihm               | 2010       |
| Rusko             | Moskva          | Fernando M. Valenzuela    | 2010       |
| Senegal           | Dakar           | Dominique Dellicour       | 2010       |
| Singapur          | Singapur        | Marc Ungeheuer            | 2010       |
| Súdán             | Chartúm         | Tomáš Uličný              | 2011       |
| Uganda            | Kampala         | Roberto Ridolfi           | 2010       |
| USA               | Washington D.C. | Joao Vale de Almeida      | 2010       |
| Zambie            | Lusaka          | Gilles Hervio             | 2010       |

## Velvyslanci u mezinárodních organizací
- Africká unie (Addis Abeba): Koen Vervaeke.
- OSN (New York): Pedro Serrano (předchůdce Fernando Valenzuela).[6]
- WTO (Ženeva): Angelos Pangratis.[7]